# 블루리지산맥
블루리지산맥은 미국 동부의 애팔래치아산맥의 일부를 이루는 산맥이다.